# Coalizão Nacional do Povo pela Soberania do Congo

Área de atuação dos grupos Mai-Mai do CNPSC, em janeiro de 2019:
1. Mai-Mai Yakutumba
2. Mai-Mai Echilo
3. Mai-Mai Réunion
4. Mai-Mai Réné
5. Mai-Mai Ngalyabatu
6. Mai-Mai Bishambuke
7. Mai-Mai Mulumba
8. Mai-Mai Sheh Assani/Malaika
9. Mai-Mai Napata

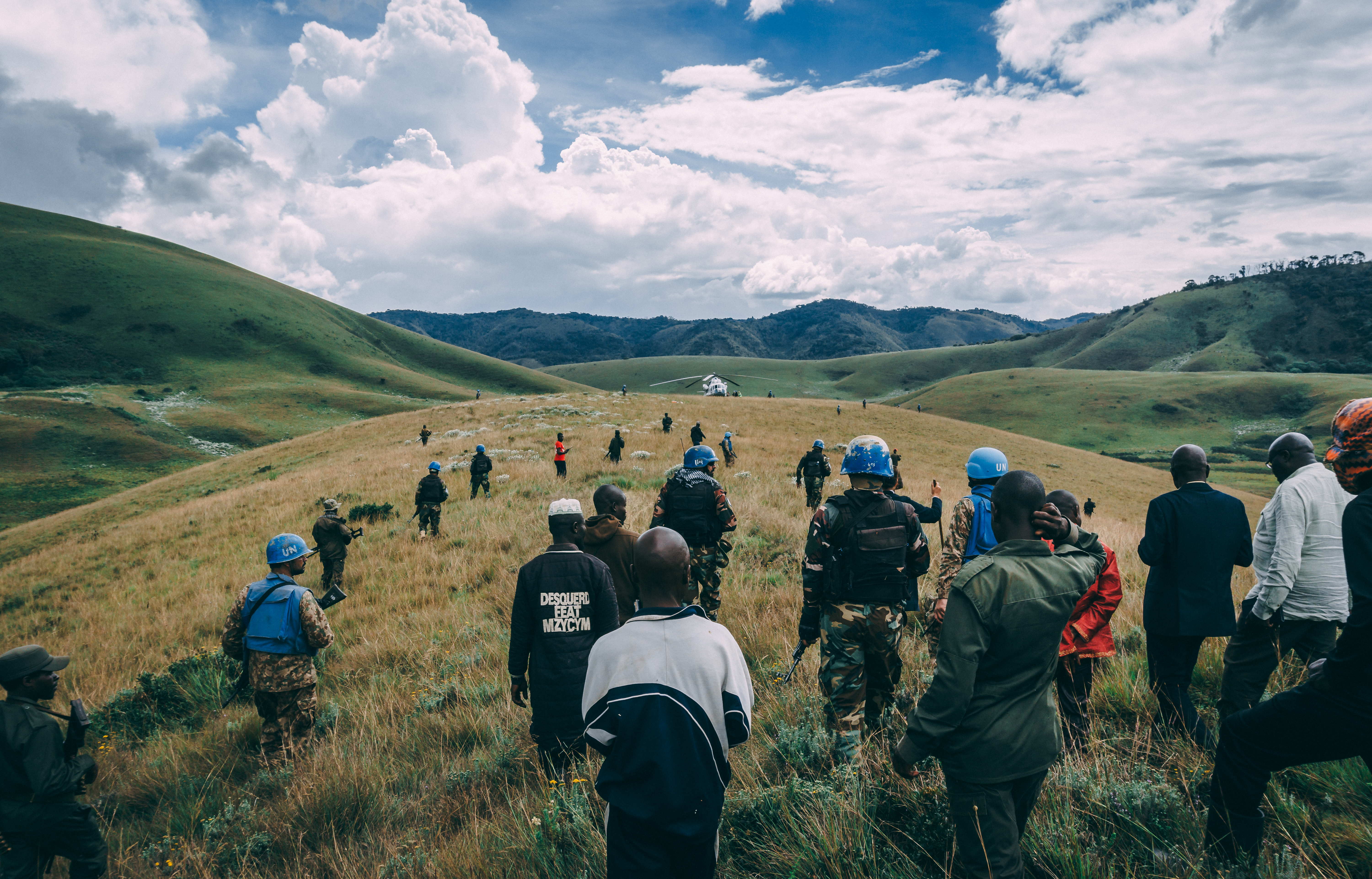
Combatentes do CNPSC com uma delegação das forças de paz MONUSCO, março de 2019

Coalizão Nacional do Povo pela Soberania do Congo (em francês: Coalition Nationale du Peuple pour la Souveraineté du Congo, CNPSC) é uma coalizão rebelde armada no leste da República Democrática do Congo. O grupo é uma coalizão de cerca de doze grupos Mai-Mai diferentes da província de Quivu do Sul. Foi anunciado em 30 de junho de 2017, simbolicamente Dia da Independência do Congo.
A coalizão é liderada principalmente por William Yakutumba, um comandante veterano dos Mai-Mai que está envolvido em uma rebelião contra o governo desde 2007. Vários outros comandantes notáveis desempenham um papel importante na coalizão, principalmente Sheh Assani, líder do Mai-Mai Malaika. O grupo prometeu lutar pela remoção do presidente congolês Joseph Kabila e seu sucessor, Félix Tshisekedi. A partir de 2019, a coalizão também se envolveu em pesados confrontos com as milícias Ngumino e Twiganeho, lideradas pelos baniamulenges.